# نیو فرانکلین (میزوری)
نیو فرانکلین (به انگلیسی: New Franklin) یک شهر در ایالات متحده آمریکا است که در شهرستان هوارد، میزوری واقع شده‌است. نیو فرانکلین ۳٫۴۷ کیلومتر مربع مساحت و ۱٬۰۸۹ نفر جمعیت دارد و ۱۹۷ متر بالاتر از سطح دریا واقع شده‌است.